# 普雷斯頓號驅逐艦 (DD-19)
普雷斯頓號驅逐艦（舷號DD-19）是一艘隸屬於美國海軍的驅逐艦，為史密夫級驅逐艦的三號艦。她是美軍第三艘以普雷斯頓為名的軍艦，以紀念美國內戰時陣亡的合眾國海軍軍官塞繆爾·普雷斯頓（Samuel W. Preston）。
普雷斯頓號在1908年於紐約造船廠開始建造，在1909年下水服役。接著普雷斯頓號一直留在大西洋執勤。美國參與第一次世界大戰後，普雷斯頓號被派往亞速爾群島及法國海域，掩護協約國商船。戰後普雷斯頓號在1919年退役除籍，並在同年出售拆解。